# Andrew Ladd
Andrew Locklan Ladd, född 12 december 1985 i Maple Ridge, British Columbia, är en kanadensisk professionell ishockeyspelare som tillhör Arizona Coyotes i NHL.
Han har tidigare spelat på NHL-nivå för New York Islanders, Winnipeg Jets, Atlanta Thrashers, Chicago Blackhawks och Carolina Hurricanes.
Ladd är tvåfaldig Stanley Cup-mästare med Carolina Hurricanes 2006 och Chicago Blackhawks 2010.

## NHL
Ladd valdes av Carolina Hurricanes som 4:e spelare totalt i NHL-draften 2004. Redan under sin första säsong i Hurricanes, 2005–2006, var han med och vann Stanley Cup. Ladd gjorde 6 mål och 5 assist på 29 matcher i grundserien och i slutspelet gjorde han 2 mål och 3 assist på 17 matcher.

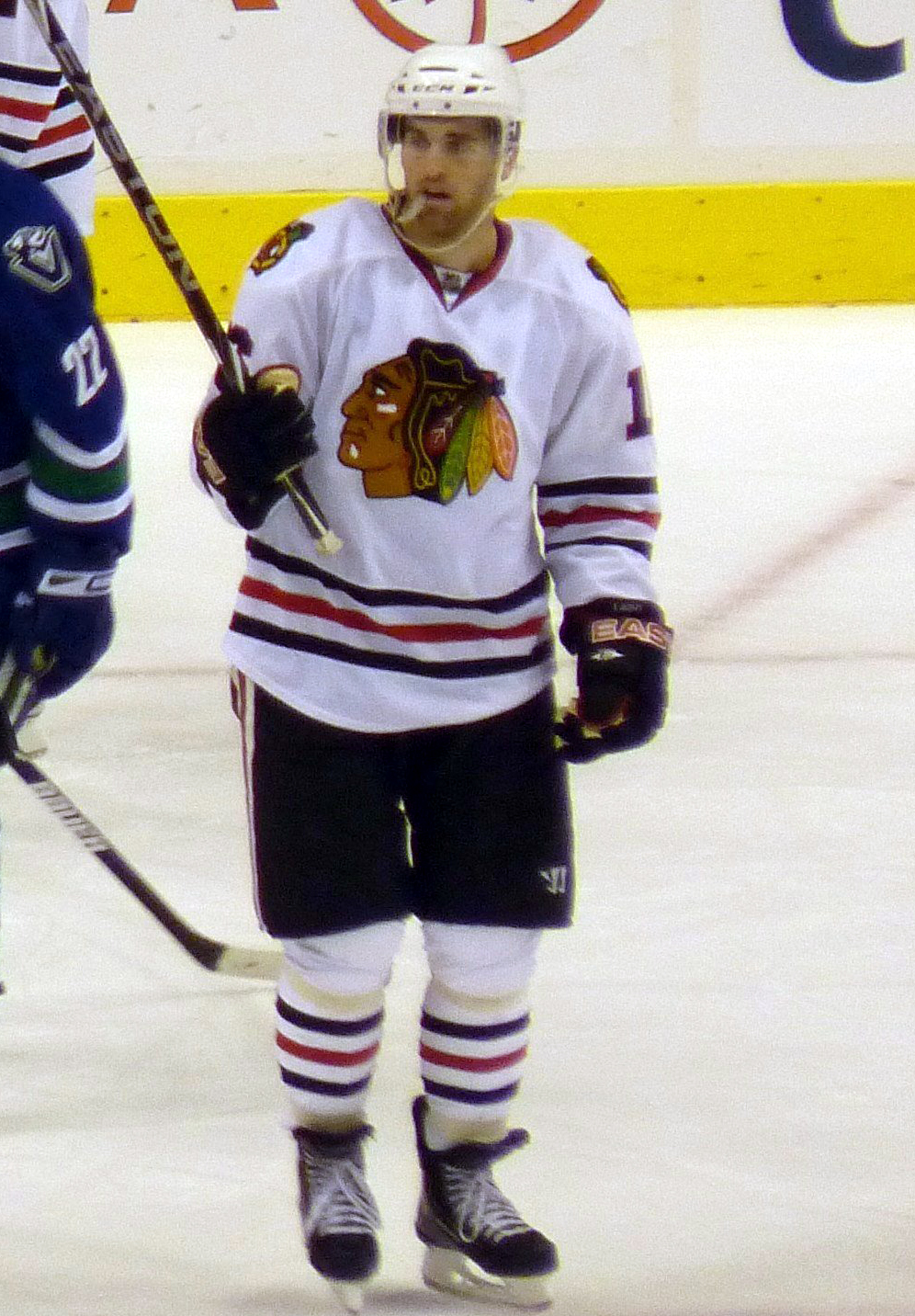
Ladd med Blackhawks 2009.

Ladd spelade tre säsonger för Carolina Hurricanes. 28 februari 2008 bytte Hurricanes bort honom till Chicago Blackhawks. Han spelade tre säsonger för Blackhawks och 2009–2010 vann han sin andra Stanley Cup då Blackhawks besegrade Philadelphia Flyers i finalen med 4-2 i matcher. Ladd gjorde 3 mål och 3 assist på 19 spelade matcher i slutspelet 2010.
Då Chicago Blackhawks hade problem med att hålla spelartruppen under NHL:s lönetak inför säsongen 2010–2011 var man tvungna att göra sig av med flera spelare från det vinnande Stanley Cup-laget 2010. En av de spelare som Blackhawks valde att göra sig av med var Andrew Ladd som byttes bort till Atlanta Thrashers 1 juli 2010.
Ladd utsågs till lagkapten för Atlanta Thrashers säsongen 2010–2011. Han spelade en säsong i Atlanta och gjorde 29 mål och 30 assist för totalt 59 poäng på 81 matcher säsongen 2010–2011.
Inför säsongen 2011–2012 omvandlades Atlanta Thrashers till Winnipeg Jets och laget flyttade från Georgia till Manitoba. Under sin första säsong i Winnipeg gjorde Ladd 28 mål och 22 assist för totalt 50 poäng på 82 matcher.
I en match mot Detroit Red Wings den 7 mars 2010 svarade Ladd för sitt första hat trick i NHL.

## Statistik

### Klubbkarriär
| 2000–2001  | Okanagan Chiefs          |            | 6   | 4   | 8   | 12  | 10  | —  | — | —  | —  | —  |
| 2001–2002  | Port Coquitlam Buckeroos | PIJHL      | 50  | 50  | 41  | 91  | 49  | —  | — | —  | —  | —  |
|            | Vancouver Giants         | WHL        | 1   | 0   | 0   | 0   | 0   | —  | — | —  | —  | —  |
| 2002–2003  | Coquitlam Express        | BCHL       | 58  | 15  | 40  | 55  | 61  | —  | — | —  | —  | —  |
| 2003–2004  | Calgary Hitmen           | WHL        | 71  | 30  | 45  | 75  | 119 | 7  | 1 | 6  | 7  | 10 |
| 2004–2005  | Calgary Hitmen           | WHL        | 65  | 19  | 26  | 45  | 167 | 12 | 7 | 4  | 11 | 18 |
| 2005–2006  | Carolina Hurricanes      | NHL        | 29  | 6   | 5   | 11  | 4   | 17 | 2 | 3  | 5  | 4  |
|            | Lowell Lock Monsters     | AHL        | 25  | 11  | 8   | 19  | 28  | —  | — | —  | —  | —  |
| 2006–2007  | Carolina Hurricanes      | NHL        | 65  | 11  | 10  | 21  | 46  | —  | — | —  | —  | —  |
| 2007–2008  | Carolina Hurricanes      | NHL        | 43  | 9   | 9   | 18  | 31  | —  | — | —  | —  | —  |
|            | Albany River Rats        | AHL        | 2   | 1   | 0   | 1   | 4   | —  | — | —  | —  | —  |
|            | Chicago Blackhawks       | NHL        | 20  | 5   | 7   | 12  | 4   | —  | — | —  | —  | —  |
| 2008–2009  | Chicago Blackhawks       | NHL        | 82  | 15  | 34  | 49  | 28  | 17 | 3 | 1  | 4  | 12 |
| 2009–2010  | Chicago Blackhawks       | NHL        | 82  | 17  | 21  | 38  | 67  | 19 | 3 | 3  | 6  | 12 |
| 2010–2011  | Atlanta Thrashers        | NHL        | 81  | 29  | 30  | 59  | 39  | —  | — | —  | —  | —  |
| 2011–2012  | Winnipeg Jets            | NHL        | 82  | 28  | 22  | 50  | 64  | —  | — | —  | —  | —  |
| 2012–2013  | Winnipeg Jets            | NHL        | 48  | 18  | 28  | 46  | 22  | —  | — | —  | —  | —  |
| 2013–2014  | Winnipeg Jets            | NHL        | 78  | 23  | 31  | 54  | 57  | —  | — | —  | —  | —  |
| 2014–2015  | Winnipeg Jets            | NHL        | 81  | 24  | 38  | 62  | 72  | 4  | 0 | 1  | 1  | 4  |
| 2015–2016  | Winnipeg Jets            | NHL        | 59  | 17  | 17  | 34  | 39  | —  | — | —  | —  | —  |
|            | Chicago Blackhawks       | NHL        | 19  | 8   | 4   | 12  | 6   | 7  | 1 | 1  | 2  | 16 |
| NHL totalt | NHL totalt               | NHL totalt | 769 | 210 | 256 | 466 | 479 | 64 | 9 | 9  | 18 | 48 |
| AHL totalt | AHL totalt               | AHL totalt | 27  | 12  | 8   | 20  | 32  | —  | — | —  | —  | —  |
| WHL totalt | WHL totalt               | WHL totalt | 137 | 49  | 71  | 120 | 286 | 19 | 8 | 10 | 18 | 28 |

### Internationellt
| År            | Lag           | Turnering     | Matcher | Mål | Assist | Poäng | Utv |
| ------------- | ------------- | ------------- | ------- | --- | ------ | ----- | --- |
| 2005          | Kanada        | JVM           | 6       | 3   | 4      | 7     | 2   |
| 2011          | Kanada        | VM            | 7       | 0   | 0      | 0     | 2   |
| Junior totalt | Junior totalt | Junior totalt | 6       | 3   | 4      | 7     | 2   |
| Senior totalt | Senior totalt | Senior totalt | 7       | 0   | 0      | 0     | 2   |